# Жекс (округ)
Жекс (фр. Gex) — округ (фр. Arrondissement) во Франции, один из округов в регионе Рона-Альпы. Департамент округа — Эн. Супрефектура — Жекс.
Население округа на 2006 год составляло 69 762 человек. Плотность населения составляет 164 чел./км². Площадь округа составляет всего 426 км².

## См. также

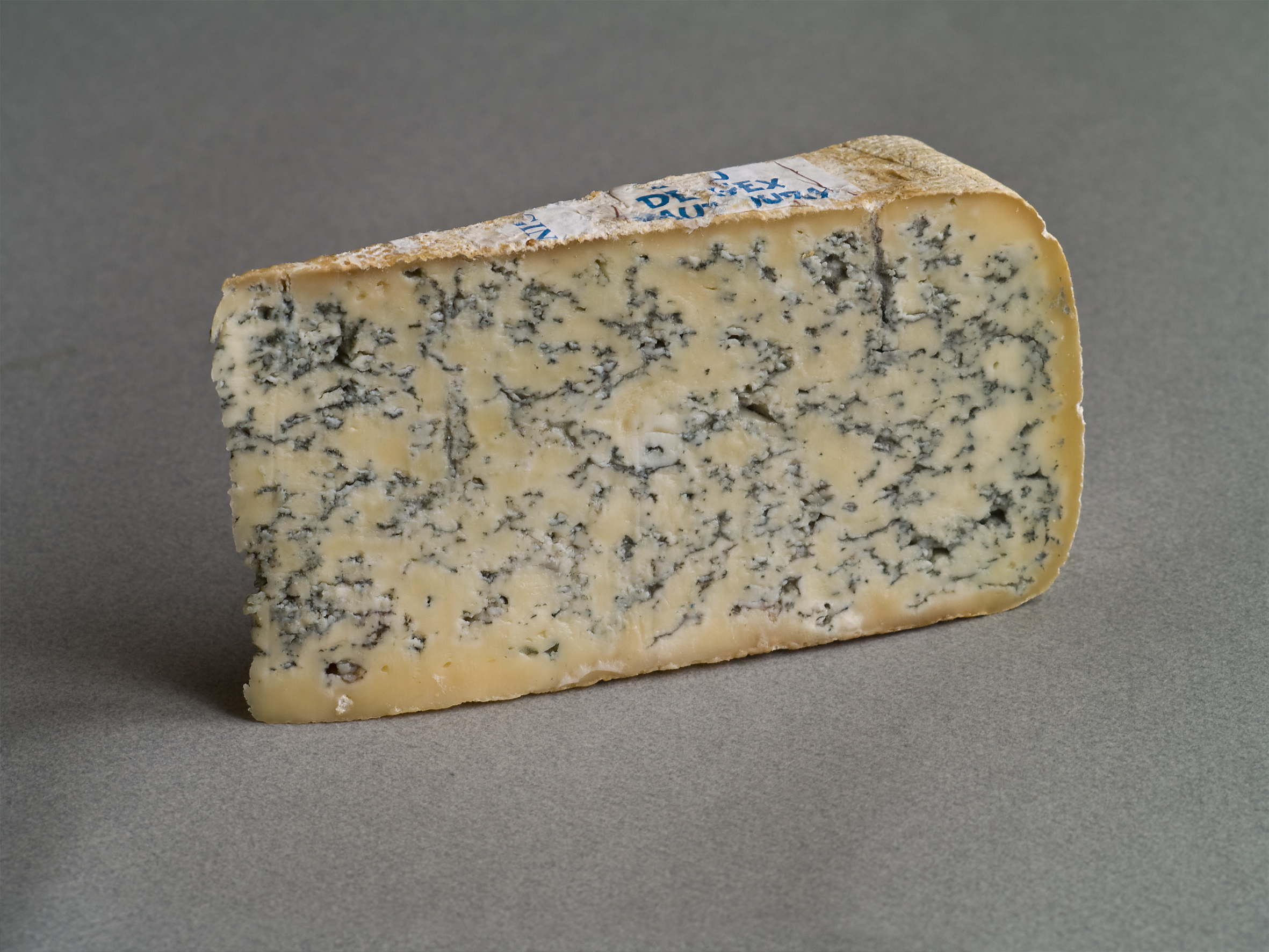
Блё де Жекс